# Abdelaziz Ben Dhia
Abdelaziz Ben Dhia (arabe : عبد العزيز بن ضياء), né le 19 décembre 1936 à Moknine et mort le 23 février 2015 à Tunis, est un homme politique tunisien.

## Biographie

### Études et débuts
Issu d'une famille nationaliste de la moyenne bourgeoisie, il termine ses études secondaires au Collège Sadiki de Tunis. Il effectue ensuite son cursus universitaire en Tunisie et l'achève à la faculté de droit et de sciences humaines de Toulouse avec un doctorat. Agrégé de droit privé, il est nommé doyen de la faculté de droit de Tunis en 1977.

### Ministre
Entré au Parti socialiste destourien (PSD), Ben Dhia occupe plusieurs portefeuilles ministériels dans les gouvernements de la présidence de Habib Bourguiba :
- ministère de l'Enseignement supérieur et de la Recherche scientifique (20 septembre 1978 au 6 mai 1986), ministère qu'il crée[3] ;
- ministère de l'Éducation nationale (6 mai au 30 juillet 1986) ;
- ministère des Affaires sociales (30 juillet 1986 au 4 avril 1987) ;
- ministère délégué auprès du Premier ministre et directeur du PSD (14 avril au 29 septembre 1987) ;
- ministère des Affaires culturelles (29 septembre au 2 octobre 1987).

En 1988, sous la présidence de Zine el-Abidine Ben Ali, il crée le Conseil constitutionnel qu'il dirige jusqu'en novembre 1990. Il est par la suite ministre de la Défense (1991-1996), puis devient secrétaire général du Rassemblement constitutionnel démocratique (successeur du PSD) dont il est membre du comité central et du bureau politique à partir de décembre 1991.
Il occupe à partir de novembre 1999 les fonctions de ministre d'État, conseiller spécial auprès du président de la République et porte-parole officiel de la présidence, ce qui le propulse au second rang protocolaire au sein du gouvernement après le Premier ministre.

### Après la révolution
La fuite du président Ben Ali, à la suite de la révolution tunisienne, met fin à ses fonctions gouvernementales. Il est radié de l'ancien parti présidentiel le 18 janvier 2011, placé sous résidence surveillée le 23 janvier de la même année puis arrêté le 12 mars. Détenu à la caserne d'El Aouina, située au nord de Tunis, il est transféré en 2012 à la prison civile de Mornaguia. Après une décision émise par la Cour d'accusation du tribunal de Tunis, il est libéré le 20 février 2014, après presque trois années de détention. Aucune charge n'a été retenue contre lui.
Il meurt des suites d'une longue maladie le 23 février 2015 à Tunis.

### Distinctions
- Grand cordon de l'ordre de la République tunisienne (1987)[10].

## Vie privée
Abdelaziz Ben Dhia est marié à Pierrette Ben Dhia et père de deux enfants.